# Psilops paeminosus
Psilops paeminosus is een hagedis uit de familie Gymnophthalmidae. 

## Naam en indeling
De wetenschappelijke naam van de hagedis werd voor het eerst voorgesteld door Miguel Trefaut Rodrigues in 1991. Oorspronkelijk werd de wetenschappelijke naam Psilophthalmus paeminosus gebruikt. 
Het was lange tijd de enige soort uit het monotypische geslacht Psilophthalmus. In 2017 werd de soort toegekend aan het nieuwe geslacht Psilops.

## Uiterlijke kenmerken
De hagedis heeft net als de andere twee soorten van het geslacht Psilops geen beweeglijke oogleden; deze zijn over het oog vergroeid als een soort permanente 'bril'. Op het midden van het lichaam zijn 22 lengterijen schubben aanwezig. 

## Verspreiding en habitat
De soort komt voor in delen van Zuid-Amerika en leeft endemisch in Brazilië. De soort is gevonden in de staten Bahia en Sergipe. 